# Hatari (zespół muzyczny)
Hatari – islandzki zespół muzyczny założony w 2015, wykonujący muzykę z pogranicza synthpopu i industrialu. Reprezentant Islandii w 64. Konkursie Piosenki Eurowizji (2019).

## Historia zespołu
Zespół powstał w 2015 z inicjatywy Klemensa Nikulássona Hannigana i Matthiasa Tryggviego Haraldssona, do których niedługo później dołączył Einar Hrafn Stefánsson. Sami nazywają się „industrialną grupą BDSM”, a podczas występów zakładają lateksowe ubrania i stosują sadomasochistyczne gadżety. Zadebiutowali publicznie w 2016 podczas festiwalu Iceland Airwaves, na którym zostali uznani „zespołem z najlepszym występem na żywo”. 31 października 2017 wydali pierwszą EP-kę pt. Neysluvara. W 2018 zorganizowali festiwal Háskar, który nazywali „festiwalem zagłady”. Widowisko zapewniło im wyróżnienie w plebiscycie Grapevine Music Awards 2019.
W 2019 zostali ogłoszeni uczestnikami programu Söngvakeppnin, wyłaniającego reprezentanta Islandii w 64. Konkursie Piosenki Eurowizji organizowanym w Tel Awiwie, do którego zgłosili się z utworem „Hatrið mun sigra”. Wygrywając w głosowaniu widzów, pomyślnie przeszli przez półfinał i dostali się do finału eliminacji. Zajęli w nim pierwsze miejsce, zdobywszy największe poparcie w głosowaniu jurorów (24 891 pkt) i telewidzów (47 513 pkt), dzięki czemu awansowali do superfinału, w którym zdobyli większą liczbę głosów (62 088) niż ich rywal, Friðrik Ómar, dzięki czemu zostali ogłoszeni reprezentantami kraju w Konkursie Piosenki Eurowizji. W maju pomyślnie przeszli przez półfinał konkursu i awansowali do finału, w którym zajęli 10. miejsce, zdobywszy 232 punkty. 17 stycznia 2020 wydali debiutancki album studyjny pt. Neyslutrans.

## Dyskografia
Albumy studyjne
- Neyslutrans (2020)

Minialbumy (EP)
- Neysluvara (2017)

Single
- Spillingardans (2019)
- Hatrið mun sigra (2019)
- Klefi/صامد feat. Baszszar Murad (2019)
- Klámstrákur (2019)
- Engin Miskunn (2020)

## Nagrody i nominacje
| Rok  | Nagroda                        | Kategoria                                                   | Tytułem            | Wynik       | Źródło |
| ---- | ------------------------------ | ----------------------------------------------------------- | ------------------ | ----------- | ------ |
| 2017 | Grapevine Music Awards         | Najlepszy występ na żywo                                    | Hatari             | Wygrana     | [ 13 ] |
| 2018 | Grapevine Music Awards         | Najlepszy występ na żywo                                    | Hatari             | Wygrana     | [ 14 ] |
| 2018 | Iceland Music News             | Music Video Award                                           | „Spillingardans”   | Wygrana     | [ 15 ] |
| 2018 | Íslensku tónlistarverðlaunin   | Rockowa piosenka roku                                       | „Spillingardans”   | Nominacja   | [ 16 ] |
| 2018 | Íslensku tónlistarverðlaunin   | Wykonawca roku                                              | Hatari             | Nominacja   | [ 16 ] |
| 2019 | Söngvakeppnin                  | Reprezentowanie Islandii w 64. Konkursie Piosenki Eurowizji | „Hatrið mun sigra” | Wygrana     | [ 1 ]  |
| 2019 | 64. Konkurs Piosenki Eurowizji |                                                             | „Hatrið mun sigra” | 10. miejsce | [ 17 ] |